# A papírmaszk
A papírmaszk (eredeti címe: Paper Mask) egy 1990-es brit filmdráma, amelyet Christopher Morahan rendezett, Paul McGann, Amanda Donohoe és Tom Wilkinson főszereplésével. A film egy kórházi portásról szól, aki úgy dönt, hogy orvosnak adja ki magát egy forgalmas kórházban. A film forgatókönyve John Collee 1987-es regénye alapján készült.

## Cselekmény
Mathew Harris portás egy forgalmas londoni kórházban. Miközben a hálószobájában bendzsón játszik, munkalehetőségekről álmodozik, ám korábban abbahagyta biológiai tanulmányait. Egyik este tanúja lesz egy autóbalesetnek a helyi kocsma előtt, ahol egy autós életét veszti teherautóval való összeütközésben. Harris ismerte a férfit, dr. Simon Hennessey-t, aki a kórháza orvosa volt, és rájön, hogy a doktor egy bristoli kórházba jelentkezett rezidensnek. Harris átveszi a halott postáját, kitölti a pályázatot, és maga jelentkezik az állásra a néhai orvos személyazonosságával. Miután orvosi könyveket tanulmányozott, műtéteknél segédkezett, és megfigyelte az eljárásokat a kórházában, Harrist elfogadják. Indulás előtt elmegy az uszodába, ahol barátjának, Morannek elmondja, hogy külföldre utazik, és átadja neki ezüst cigarettatárcáját. Felmond a munkahelyén, és Bristolban telepszik le, ahol dr. Simon Hennessey-ként egy forgalmas baleseti és sürgősségi (A&E) osztályra osztják be.
Tapasztalatlansága ellenére Harris első napjait komolyabb incidensek nélkül tölti, de felettese megrovásban részesíti rossz betegnyilvántartása miatt. Találkozik egy barátságos nővérrel, Christine Taylorral, aki segít neki. Hamarosan bele is szeret Harrisbe, és átsegíti őt első zsúfolt napjain. Miután megmentette egy nőbeteg életét, Harris kompetensebbé és magabiztosabbá válik, de arrogáns és gőgös lesz újonnan szerzett hatalma és képességei miatt. Hamarosan Taylor és Harris viszonyba kezd enek, ami megnehezíti munkakapcsolatukat. Amikor egy beteg, a főorvos felesége meghal Harris „kezelése” folytán, gondatlansággal vádolják. A meghallgatásán Christine magára vállalja a felelősséget, s arra kényszerül, hogy felmondjon.
Egy napon Harris váratlanul találkozik Morannel, aki Londonból Bristolba költözött, hogy ápolónak tanuljon. Harris elviszi Morant egy távoli helyre, ahol beismeri a személycserét, és arra kéri, tartsa meg a titkát, és hagyja el a várost. A megdöbbent Moran feljelentéssel fenyegeti meg. Harris ezért autójával követi őt, és leszorítja egy szikláról a mélybe. Moran súlyosan megsérül, de nem hal meg, elég sokáig túlél ahhoz, hogy kórházba szállítsák kezelésre. Amikor megpróbálja azonosítani Morant, egy nővér megtalálja nála az ezüst cigarettatárcát, amelybe Harris neve van belevésve, és feltételezi, hogy ő az. Harris ismét megpróbálja megölni Morant a sürgősségin, beadva egy vérzsákot Moran sürgősségi műtétéhez 20%-os kálium-kloriddal.
Eközben Taylor végre rájön Harris színjátékára, miután meglátta az igazi Simon Hennessey doktor londoni sírkövét, miközben meglátogatta nemrégiben elhunyt apja sírját. Szembeszáll Harrisszel, aki meggyőzi őt, hogy Morant vele azonosítsa, így jogerősen halottnak nyilváníthatják, és folytathatja a visszaélést.
A növekvő kritika miatt Harris átköltözik egy másik kórházba a közeli Salisburyben. Ugyanakkor abban is megállapodik Taylorral, hogy abbahagyja álorvosi praxisát, és Londonba költözik vele. Ahelyett viszont, hogy Londonba menne Taylorral, Salisbury felé veszi az irányt. Az utolsó jelenetben, miközben Christine azon tétovázik, hogy jelentse-e Harris színjátékát (ami egyben felfedné az ő hamis halottagnoszkálását), Harris az új kórházában folytatja életveszélyes csaló színjátékát.

## Szereplők
- Paul McGann ... Matthew Harris
- Amanda Donohoe ... Christine Taylor
- Frederick Treves ... Dr. Mumford
- Tom Wilkinson ... Dr. Thorn
- Barbara Leigh-Hunt ... Celia Mumford
- Jimmy Yuill ... Alec Moran
- Mark Lewis Jones ... Dr. Lloyd
- John Warnaby ... Dr. Hammond
- Alexandra Mathie ... Beverley
- Oliver Ford Davies ... Halottkém
- Frank Baker... Happy
- Clive Rowe ... Aints
- Robert Oates ... Portásfőnök
- Karen Ascoe... Alison
- Dale Rapley ... Dr. Simon Hennessey
- Simon Adams ... Laurence
- Hetta Charnley ... Orvostanhallgató
- Steve Waller ... Zongorista

## Bemutatása
A filmet az 1990-es rendezők kéthetében (Quinzaine des Réalizateurs) mutatták be a Cannes-i Filmfesztiválon.

## Bevételei
A film 23 893 font sterling bevételt hozott a nyitó héten négy londoni moziból és 151 869 fontot a brit jegypénztáraknál.

## Fordítás
- Ez a szócikk részben vagy egészben  a   Paper Mask című angol Wikipédia-szócikk ezen változatának fordításán alapul.  Az eredeti cikk szerkesztőit annak laptörténete sorolja fel. Ez a jelzés csupán a megfogalmazás eredetét és a szerzői jogokat jelzi, nem szolgál a cikkben szereplő információk forrásmegjelöléseként.